# SS Magnetic
O SS Magnetic foi um navio-auxiliar de passageiros da White Star Line construído em 1891 nos estaleiros da Harland and Wolff, em Belfast, Irlanda. O Magnetic foi vendido para outra companhia em 1932, sendo rebatizado como SS Ryde e desmontado em 1935.

## História

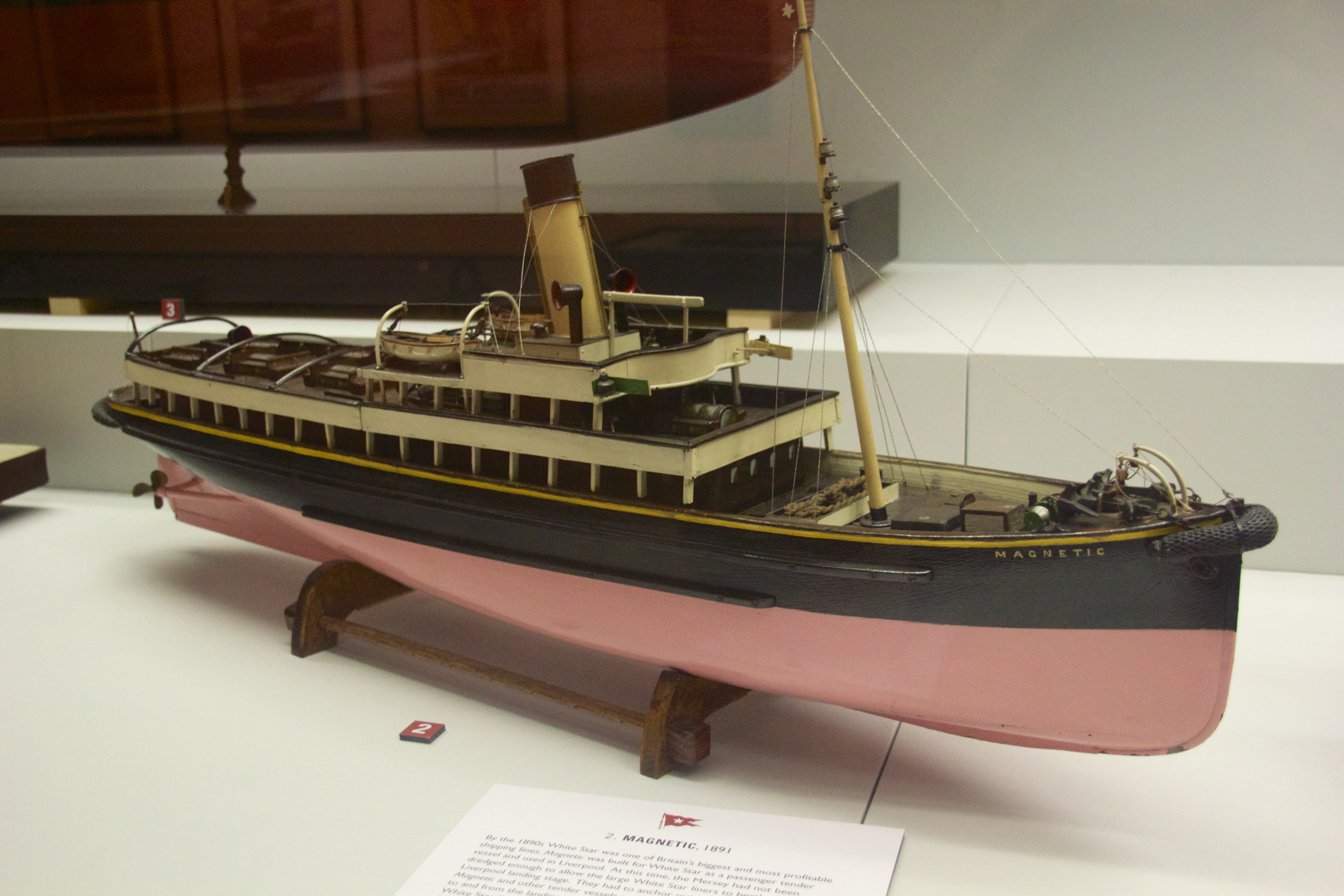
Modelo do Magnetic no Merseyside Maritime Museum.

O Magnetic foi construído por Harland and Wolff e lançado no dia 28 de março de 1891, sendo entregue no dia 6 de junho. Ele foi registrado no porto de Liverpool, sendo usado principalmente para transferir os passageiros em diversos transatlânticos da White Star Line. No entanto, ele também foi usado como navio transporte de água, barco reboque e rebocador. Ele esteve presente em 1897 no Spithead Review, como um navio-auxiliar do SS Teutonic.
Após a White Star Line começar a operar o RMS Baltic em 1903, Magnetic foi usado exclusivamente como auxiliar do RMS Olympic, navio irmão do RMS Titanic.
De 1891 a 1932, Magnetic serviu como navio da White Star Line. Em 3 de outubro de 1925, houve um incêndio a bordo, ficando encalhado e posteriormente reparado em Liverpool. Ele foi então vendido para a Alexandra Towing Company, uma companhia de Liverpool. Agora rebatizado como SS Ryde, ele retomou suas funções habituais e esteve presente na abertura da doca No.2 Stanlow Oil de Manchester, em 1933. Ele foi vendido para desmantelamento em 20 de outubro de 1935, sendo desmontado no Port Glasgow.